# Arnaud Maggs
Pour les articles homonymes, voir Maggs.
Arnaud Maggs, né le 5 mai 1926 à Montréal et mort le 17 novembre 2012 à Toronto est un artiste et photographe canadien. Designer graphique de formation, il sera notamment reconnu internationalement pour ses œuvres photographiques à partir des années 1970.

## Biographie
Arnaud Maggs est né le 5 mai 1926 à Montréal. Le 8 mai 1944, à la fin de la Seconde Guerre mondiale, il commence son service militaire dans l'aviation royale canadienne. Après la guerre, il commence sa formation comme designer graphique.
Durant tout le long de sa carrière il continue sa formation en étudiant dans plusieurs écoles, notamment à Toronto et Milan, .
La carrière d'Arnaud Maggs est en évolution constante, puisqu'il a commencé à travailler comme designer graphique dans des agences de publicité dans les années 1950, devient photographe commercial et de mode dans les années 1960, puis émerge comme artiste dans l'art visuel et la photographie au cours des années 1970, .
Il passe la majeure partie de sa vie dans la ville de Toronto, ou il meurt le 17 novembre 2012.

### Designer graphique
Arnaud Maggs a travaillé comme designer graphique dans les villes de Montréal, Toronto, New York, Santa Fe et Milan entre 1950 et 1965, .
En 1947 il est embauché comme apprenti chez "Bomac Federal Ltd.", une maison de gravure de Montréal, dans le département des arts. Il y développe sa connaissance du design graphique, mais surtout de la typographie.
Entre 1947 et 1950 il s'installe à Toronto et travaille comme lettreur chez Bridgen's Ltd.
En 1950 il étudie avec le designer et typographe Carl Dair, .
En 1951 il s'établit à son propre compte comme graphiste à la pige à Montréal.
À la suite d'une rencontre avec le designer Américain Alvin Lustig (en) qui changera sa perception de l'art, il déménage à New York en 1952 où il travaille toujours comme pigiste, . Il travaillera sur la conception graphique de pochettes de disques pour la Columbia Records, et sur des illustrations de magazines populaires tel que Seventeen, . Une de ses œuvres favorites est d'ailleurs la couverture de l'album «Jazz at Massey Hall» en 1953.
En 1954 il retourne à Toronto, travaille aux Templeton Studios, puis redevient pigiste en 1957.
En 1959 il s'en va travailler quelques mois au Studio Boggeri de Milan, il participe à des projets pour le fabricant de pneu Pirelli et le laboratoire pharmaceutique Roche. Il en profite pour prendre des cours de dessin à l'Académie di belle Arti di Brera de Milan, .
En 1962 et 1963 il collabore avec l'architecte Alexander Girard à Santa Fe. Il dessine alors des tissus pour l'entreprise de meubles et matériel de bureau Herman Miller.
De retour à Toronto en 1963 il travaille chez l'agence de publicité Art Associates, dont il deviendra le directeur artistique.

### Photographe de mode
En 1966, il s'achète un appareil photographique Nikon usagé et décide de devenir photographe de mode.
En 1968, il décroche un emploi comme apprenti photographe chez TDF Artists Limited, qui à l'époque est l'une des agences de publicité les plus importantes au Canada.
Il a fait le portrait de nombreuses personnalités canadiennes, artistes et politiciens, .
En 1969, il voyage en Europe (Londres, Belgique, France, Espagne), puis en Afrique du Nord.
En 1970, de retour au Canada, il quitte TDF Artists Limited car la profession de photographe le satisfait de moins en moins.

### Artiste
En 1973, Arnaud Maggs décide d'abandonner son travail de photographe commercial pour devenir artiste.
La même année, il suit des cours de dessin à l'Artists Workshop de Toronto et étudie l'anatomie auprès de Paul Young. Lors de ces cours, il se prend de passion pour les proportions des têtes et son objectif devient de représenter ces formes dans ses œuvres.
Pour Maggs, la seule façon de reproduire exactement ces proportions et de montrer ce qu'il voit est la photographie.
Il considère alors son nouveau travail comme une manière de joindre son intérêt profond de l'approche analytique, ses connaissances graphiques (notamment de la photographie), et sa sensibilité artistique.
Il achète une Rollei usagée et commence à photographier ses amis, famille et collègues, puis il entreprend de photographier des artistes de Toronto (Northrop Frye, Peggy Gale, Ydessa Hendeles, Suzy Lake, Liz Magor, Michael Snow, Paul Wong (en)).
En 1974, il étudie l'imprimerie au Collège d'Art de l'Ontario.
En 1975, il participe à sa première exposition collective "Exposure" au Musée des Beaux Arts de l'Ontario à Toronto.
En 1978, il participe à sa première exposition individuelle à la David Mirvish Gallery de Toronto.
Entre 1984 et 1987 est organisée la première grande exposition itinérante des œuvres de Maggs, par The Nickle Arts Museum de Calgary. Plus de 13000 images sont exposées dans cette tournée canadienne.
En 1992, il commence sa collaboration avec Susan Hobbs et sa galerie.
En 1999, la galerie The Power Plant organise la première grande rétrospective des œuvres de Maggs, .

## Ses travaux de designer graphique
Voici des exemples des travaux réalisés par Maggs :
- Années 1950 :

Couvertures ou illustrations pour les magazines Canadian Art, Mayfair Magazine, Woman's Day Magazine, Seventeen Magazine,
Publicités réalisées pour le compte de compagnies telles qu'Imperial Oil Review, Jiffy and Jello food products, J&P Coates Threads, CIL Nylon, United Paper Mills, Columbia Records et R.C.A. Victor.
- Années 1960 :

Travaux réalisés pour les compagnies ou organisations White Rose, General Motors, Kraft Cheese, Canadian Weekly, Financial Post, the Jockey Club, Eatons, Falconbridge Nickel, UNICEF, Expo 67, Canadian Mental Health Association, la Croix Rouge, le festival de théâtre Stratford, ,
Illustrations dans Chatelaine Magazine,  et Maclean's.
- Années 1970 :

Illustrations pour des timbres de Postes Canada, notamment un timbre spécialement mis en vente lors des jeux olympiques de 1976,
Illustrations pour Toronto Life Magazine,
Couverture des albums des musiciens canadiens Bruce Cockburn et Murray MacLachlin.

## Ses travaux de photographe de mode
Durant sa carrière de photographe commercial, Maggs a photographié de nombreuses personnalités canadiennes dans les domaines des arts, de la politique et des affaires, telles que Harold Town (en), Karen Kain, Timothy Findley, Northrop Frye, Eldon Garnet, Graeme Gibson, Adele Wiseman (en), Stephen Lewis, Al Waxman, Leonard Cohen, Alice Munro, Irving Layton, Rachel Wyatt, Lily Schreyer, Pierre Elliott Trudeau, Joe Clark et Jean Chrétien.
Ces portraits sont détendus et désinvoltes, en totale opposition avec les portraits très stricts et sans expression qu'il fera en tant qu'artiste.

## Ses travaux d'artiste
Les œuvres de Maggs peuvent se catégoriser comme suit , :
- Séries de portraits,
- Travail d'archivage à partir d'écrits et documents éphémères,
- Compositions typographiques,
- Œuvres sur les livres rares.

Toutes ses œuvres sont reliées aux personnes qu'il a rencontrées, aux lieux où il est allé, et aux évènements et expériences de sa vie qui l'ont marqué.
Quelle que soit la catégorie à laquelle appartient l'œuvre, on peut toutes les voir comme autant de portraits de l'artiste, une manière d'obtenir que ses propres expériences ne soient pas oubliées, .

### Travaux sur les portraits [1976 - 1984]
Pendant presque une décennie Maggs va s'intéresser à la fois à l'étude de la physionomie humaine et à la typologie (systèmes de classification et d'ordonnancement).
Le travail de Maggs de cette époque se caractérise par des séries de portraits disposés en de larges installations imposantes en grilles.

#### Des portraits minimalistes
Les portraits sont réalisés sans aucune mise en scène : les sujets sont pris de face ou de profil, le visage bien visible, sans sourire.
Maggs photographie avec un éclairage "axial" pour montrer l'asymétrie du visage. Il utilise une lumière très directe qui vient d'en haut et d'en arrière de l'appareil photo. Sans être une lumière dure, c'est une lumière assez forte pour montrer la personne exactement telle qu'elle est.
Dans des séries telles que Sixty-Four Portraits (1976-1978), Starn Twins (1978), Série LeDoyen (1979), Kunstakademie (1980), Joseph Beuys, 100 Frontal Views et Joseph Beuys, 100 Profile Views (1980), Downwind Photographs (1981-1983), et Turning (1981-1983), Maggs photographie un sujet unique, de face et de profil, en noir et blanc sur un fond neutre, dans une séquence taxonomique.
Dans son œuvre 48 Views (1981-1983), on peut voir en revanche un ensemble d'artistes et intellectuels canadiens parmi les plus connus, tels que Martha Hanna, William Ronald, Gabor Szilasi, John Max, Sam Tata, David Miller, Clara Gutsche, Suzy Lake, Liz Magor, Adrienne Clarkson, John Ralston Saul, Anne Thomas, James Borcoman, Pierre Boogaerts, Renee Van Halm, David Heath, Stan Denniston, Michael Schreier, Evergon, Noel Harding, Colin Campbell, John Reeves, Walter Curtin, Yousuf Karsh, Michael Snow et Ydessa Hendeles.
Pour présenter ses photos, Maggs a pensé au système d'identification judiciaire mis au point par Alphonse Bertillon de la préfecture de Police de Paris. Ce système est idéal pour comparer les magnifiques formes variées des têtes.

#### Le choix des sujets
Le travail de Maggs est souvent décrit comme formel, voire clinique. Adoptant une approche taxinomique, il répertorie et expose ses sujets comme s'il s'agissait de spécimens dont on peut analyser et comparer les formes et les traits physiques.
Son travail pourrait donc être qualifié de simple étude du signalement anthropométrique, impersonnel et sans humanité, mais au contraire, ses œuvres représentent des expériences et associations personnelles, . Maggs choisit ses sujets par goût personnel et pour rendre hommage aux gens qui ont une influence sur sa pratique, .
C'est ainsi qu'ont été réalisées ses deux célèbres séries Joseph Beuys : 100 Frontal Views et Joseph Beuys : 100 Profile Views (1980). Après s'être rendu à une rétrospective sur l'artiste Joseph Beuys au musée Guggenheim à New York et ayant été très impressionné par son travail, Maggs décide de prendre immédiatement un avion pour l'Allemagne et de se présenter chez Beuys sans la moindre introduction, et arrive à convaincre celui-ci de participer à une session de portraits.

#### La fonction de la grille
La disposition en grille est utilisée par Maggs comme un outil. À cause de la régularité des formes et parce qu'elles sont situées sur une grille, à première vue le spectateur a une impression d'unicité et de répétition, mais après un temps d'observation, il réalise au contraire à quel point chaque forme, chaque personne est unique.
Quant aux successions de portraits d'un sujet unique, ces images sérielles presque cinématographiques, évoquent le passage du temps. Le spectateur est témoin des subtils changements enregistrés dans l'expression et posture des sujets durant la courte séance de pose, .
Maggs utilise donc ses grilles de portraits comme des tableaux taxinomiques qui permettent de dévoiler sur le sujet humain ce qu'un unique portrait ne pourrait révéler seul. La grille devient un outil pour voir et comprendre.
Exemple : 64 portraits studies, 1978 .

### Son travail d'archivage [1985 - aujourd'hui]
Maggs rompt avec le travail de portraits sur lequel il a bâti sa réputation. Mais cela s'inscrit dans une continuité car son besoin de collecter, classifier et ordonner des éléments photographiques selon ses propres systèmes (création de catalogues et taxonomies) n'a pas disparu, ainsi que (du moins dans un premier temps) son arrangement en larges grilles.

#### Des papiers éphémères
Maggs commence à passer ses étés en France et trouve, dans des marchés aux puces parisiens, des écrits éphémères, papier à lettres, étiquettes, échantillons, factures et livres, qu'il prend désormais comme sujets, .
Ce ne sont ni des documents officiels, ni des documents portant sur la vie de personnages célèbres. Au contraire il s'agit de papiers jetables de la vie quotidienne de personnes anonymes. Ces différents objets ont tous en commun leur relation avec le passé.
Plus périssables que le corps humain, ces papiers éphémères ont pourtant réussis à survivre à leurs propriétaires. Maggs devient alors archiviste, il collecte, préserve et documente ses trouvailles en les photographiant. Les installations qui en résultent mettent en évidence des activités humaines reliées au travail, à la consommation et à l'industrialisation, les seules traces qui restent de la vie d'êtres disparus.
Ce sont des monuments qui leur sont adressés, et en les observant le spectateur fait acte de mémoire.

#### Dans la continuité des portraits
Si Maggs n'utilise plus directement des portraits photographiques pour représenter les personnes dont il veut célébrer l'existence, en collectant des documents éphémères de la vie quotidienne de personnes disparus, il retrace ainsi un véritable portrait de leur vie, .
Ainsi la série Travail des enfants dans l'industrie : Les livrets (1994), présente les livrets de jeunes enfants travaillant dans l'industrie du textile en France au début du XXe siècle. Il a pris en photographie et disposé en grille la couverture de leur livret administratif, comportant leur nom, date et lieu de naissance.
Ou encore Les factures de Lupé, 2012 sont des photographies et archives des factures d'un couple de la haute bourgeoisie vivant à Lyon dans les années 1860.
Notification I and II, 1996 est une collection d'enveloppes de ces lettres qu'on avait coutume d'envoyer au XIXe siècle et début du XXe siècle pour annoncer le décès d'une personne proche. Ces enveloppes sont caractéristiques par leur grosse croix noire qui annonce la mauvaise nouvelle à leur destinataire avant même l'ouverture de la lettre.

#### Le thème du temps qui passe
Dans ses œuvres d'archives, Maggs n'utilise plus comme auparavant la disposition en grille mais le sujet même des photographies pour évoquer le temps qui passe.
On peut d'ailleurs voir que dans des œuvres plus récentes comme Werner's Nomenclature of Colours, Contamination 2007, Scrapbook et the Dada Portraits, Maggs a délaissé la grille et présente ses séries en séquences linéaires.

### Compositions typographiques
L'intérêt de Maggs pour la typographie, en relation avec sa formation de graphiste et de lettreur, est évidente dans plusieurs de ses œuvres.
Par exemple la Hotel Series (1991) , où il a créé son propre système pour classer les centaines de photographies d'enseignes d'hôtels prises au cours de ses déambulations dans les rues de Paris. Ce système est fonction de leur typographie : lettres avec ou sans empattement, mécanes, noir sur blanc, blanc sur noir...
Ou encore The Complete Prestige 12 Jazz Catalogue (1988) où il présente 828 numéros de catalogues des enregistrements de jazz sur disque 12 pouces distribués sous l'étiquette Prestige Records.

### Livres rares
Plus récemment, Maggs s'est intéressé à des livres rares conservés dans des collections spécialisées. Contrairement aux écrits éphémères dénichés dans les marchés aux puces, ces livres sont précieux en raison de leur importance historique. Mais là encore il s'est essentiellement intéressé aux signes d'usure, de manipulation, de passage du temps sur ces livres.
Exemple : planches couleur de la Werner's Nomenclature of Colours (2005).

### Œuvres autobiographiques
- Dans 15, Maggs écrit le récit de sa propre vie. L'œuvre se compose de 8 feuilles papier carbone sur lesquelles il a dactylographié son autobiographie, de son enfance jusqu'au moment où il abandonne son travail de photographe commercial pour devenir artiste[2].

Maggs y explique ce qui l'a poussé à cet important changement de parcours. Pendant un cours de dessin d'après nature, il remarque que les proportions de la tête d'un modèle s'insèrent parfaitement dans un cercle. "Soudain j'ai pris conscience du nombre infini de proportions qui fait que chacun de nos corps est si remarquablement différent et [je me suis dit] que si je pouvais porter cela à l'attention du spectateur, peut-être serai-je capable de lui faire part de mon expérience. Telle était la tâche à laquelle je devais m'atteler."
- Avec Scrapbook (2009), Maggs nous présente ses propres archives, les écrits éphémères que depuis 1975 il recueille dans des albums de coupure.

Comme 15, Scrapbook nous donne à voir les traces de sa propre vie, son histoire, à travers son parcours d'abord comme concepteur graphique puis comme artiste.
- Son œuvre récente After Nadar : Pierrot the Photographer (2012) est également teintée d'une forte référence autobiographique.

Maggs s'inspire du travail de Nadar sur une série de photographies de Pierrot, mais cette fois avec lui-même comme sujet des portraits, habillé en Pierrot. Dans une des photographies, Maggs tient une enveloppe identique aux enveloppes de notification de décès d'une de ses œuvres précédentes. Ou encore dans une autre, il contemple une photographie d'un de ses portraits tiré d'une pile de boîtes d'archives communément présentes dans son studio. Ces portraits suggèrent un retour sur son travail précédent, raconte son histoire.

## Influences
Lorsque Maggs décide de devenir artiste dans les années 1970, le mouvement de l'Art Conceptuel est à son apogée. Ce mouvement qui accorde plus d'importance à l'idée de l'art qu'à la recherche de l'esthétisme, utilise tableaux, graphes et classification scientifique pour analyser et représenter l'Art comme un système.
La photographie est alors un outil privilégié pour aider à la documentation et analyse.
Le travail de Maggs s'inscrit dans ce mouvement.

## Fonds
La Bibliothèque et Archives Canada est propriétaire du fonds d'Arnaud Maggs. Ce fonds permet de suivre les différentes étapes de sa carrière de designer graphique, de photographe commercial et d'artiste.
En plus de fournir des exemples de dessins, de gravures, de tableaux, d’aquarelles et de photographies, les documents d’archives originaux permettent de découvrir la démarche artistique de l’auteur.
De nombreux documents de ce fonds ont été prêtés lors de l'exposition Arnaud Maggs: Identification, qui s'est tenue au musée des beaux-arts du Canada du 4 mai 2012 au 16 septembre 2012, et qui a suivi le parcours de ce maître sur quatre décennies.

## Galerie Susan Hobbs
Susan Hobbs est la représentante d'Arnaud Maggs avec la Susan Hobbs Gallery à Toronto.

## Expositions et œuvres
Une liste quasi exhaustive des expositions de Maggs peut se trouver sur le site de la Galerie Susan Hobbs.

## Prix

### Designer graphique
- The New York Art Directors Club Award (1957, 1961, 1966, 1968 et 1969)
- The New York Type Directors Club Award (1961, 1963, 1966 et 1979)
- The American Institute of Graphic Arts Award (1962)
- The American Society of Graphic Designers Award (1962)
- The Society of Illustrators Award (1965)
- Graphica (1965)
- The National Magazine Award (1979)
- The Toronto Art Directors Club Gold Award (1982)

### Artiste
- Prix Victor-Martyn-Lynch-Staunton, prix du conseil des arts du Canada (1984)
- The Gershon Iskowitz Prize at the AGO (Art Gallery of Ontario) (1991)
- Toronto Arts Awards (1992)
- Prix du Gouverneur général en arts visuels et en arts médiatiques (2006)
- Prix d'hommage pour l'ensemble de sa carrière, "Untitled Art Awards" décerné à Toronto (2005)
- Prix photographique de la Banque Scotia (2012)

### Livres
- Jenkner, Ingrid, Arnaud Maggs et Macdonal Stewart Art Centre. 1989. Arnaud Maggs numberworks. Guelp, Ont. Macdonald Stewart Art Centre.
- Allen, Karyn, Arnaud Maggs et Nickle Arts Museum. 1984. Arnaud Maggs photographs, 1975-1984. Calgary Nicke Arts Museum.
- Maggs, Arnaud, Russell Keziere, Canada Ambassage (France), Services culturels et Centre culturel canadien (Paris, France) 2000. Arnaud Maggs notes capitales. Paris Ambassage du Canada, Services culturels.
- Drouin-Brisebois, Josée, Arnaud Maggs et Musée des beaux-arts du Canada. 2012. Arnaud Maggs : identification. Ottawa : National Gallery of Canada = Musée des beaux-arts du Canada.
- Maggs, Arnaud, Linda Jansma, Robert McLaughlin Gallery, McMaster Museum of Art, Galery 111 et Musée d'art contemporain de Montréal. 2006. Arnaud Maggs : nomenclature. Oshawa : Rober McLaughlin Gallery.
- Monk, Philip, Arnaud Maggs, Maia-Mari Sutnik et Power Plant (Galerie d'art). 1999. Arnaud Maggs works 1976-1999. Toronto Power Plant.
- Maggs, Arnaud, E Lindberg et Charles H. Scott Gallery. 1983. Arnaud Maggs : an exhibition of selected works, 1981-1983. Vancouver : The Gallery, Emily Carr College of Art and Design.
- Maggs, Arnaud et Centre culturel canadien (Paris, France). 1980. Arnaud Maggs 64 portraits-études, 1976-1978 : Jumeaux identiques, 1978 : Série Ledoyen, notes de travail, 1979. Paris Centre culturel canadien.
- Maggs, Arnaud, Bruce W Ferguson (Bruce Willis), Art Metropole, Presentation House Gallery. Hotel. 1993.
- Conseil des arts du Canada. 2006. The Governor General's awards in visual and media arts 2006 = Les prix du Gouverneur général en arts visuels et en arts médiatiques 2006. Ottawa, Ontario : Canada Council for the arts = Conseil des arts du Canada.

### Articles
- Taylor, Kate. 1996. "Tags and letters: at seventy, artist Arnaud Maggs has produced his best work ever". Canadian Art, vol. 13, numéro 4, p. 34-37
- Dault, Gary Michael. 1997. "Making an art of documentation IN PERSON / At age 47, Toronto artist Arnaud Maggs left behind a successful career in commercial art. In the quarter century since then, series after series of his quietly compelling photos have explored off corners of the world around us". The Globe and Mail, section The Arts: Art, 13 septembre 1997, pC19.
- Whyte, Murray. 1999. "Arnaud Maggs: Long ago, he grew tired of the glamour of fashion photography. A new retrospective traces his journey into a stark reality:". National Post, section Avenue, 16 avril 1999, pB10.
- Gopnik, Blake. 1999. "Turning repetition into artistic virtue ART REVIEW ARNAUD MAGGS: WORKS". The Globe and Mail, section The Arts, 17 avril 1999, pC11.
- Williams, Glenn. 2003. «Toronto, Ontario. : Exhibit: Arnaud Maggs». Art Papers, vol. 27, (no) 3, p. 55
- Baird, Daniel. 2005.«Anaurd Maggs : Exhibit». Border Crossings, vol. 24 Issue 3, p. 91-93.
- Maggs, Arnaud. 2008. «Contamination.». Border Crossings, vol. 27 Issue 4, p. 80-84.
- Redfern, Christine. 2008. "In the eye of the beholder; Arnaud Maggs explores our changing perspectives of colour". The Gazette, section Culture, 16 février 2008, pE12
- Bassnett, Sarah. 2009. «Archive and Affect in Contemporary Photography». Photography & Culture, vol. 2 Issue 3, p. 241-241.
- Robert, Enright. 2012. «Designs on life an interview with Arnaud Maggs». Border Crossings, vol. 31 Issue 2, p. 40-57.
- Whyte, Murray. 2012. "T.O.'s Maggs is winner of Scotiabank photo prize: Artist 'filled with energy' after changing careers". Toronto Star, Section Entertainment, 10 mai 2012, pA35

### Audiovisuel
- Mangaard, Annette. 2002. The many faces of Arnaud Maggs. Documentaire. 50 min[16].